# (11637) Yangjiachi
(11637) Yangjiachi est un astéroïde de la ceinture principale.

## Description
(11637) Yangjiachi est un astéroïde de la ceinture principale. Il fut découvert le 24 décembre 1996 à la station de Xinglong par le programme Beijing Schmidt CCD Asteroid Program. Il présente une orbite caractérisée par un demi-grand axe de 2,78 UA, une excentricité de 0,19 et une inclinaison de 10,8° par rapport à l'écliptique.

## Compléments